# Dominikus Irschara
Dominikus Irschara (* 8. Mai 1803 in Abtei; † 8. Mai 1879 in Neustift) war Propst und lateranensischer Abt des Augustiner-Chorherren-Stiftes Neustift von 1851 bis 1879.

## Leben
Dominikus Irschara, geboren am 8. Mai 1803 in Abtei im Gadertal, wurde am 4. November 1826 als Novize eingekleidet, legte am 4. November 1827 die Profess ab und wurde am 24. August 1828 zum Priester geweiht. Danach war er Kooperator in Kiens 1830, Kurat in Oberwielenbach 1833, Gymnasialprofessor in Brixen 1836–1843, Pfarrer in Pfalzen 1844, Stiftsdechant 1847–1850, Pfarrer in Assling 1850. Als solcher wurde er am 8. Oktober 1851 zum Stiftspropst gewählt.
Unter seiner Führung wurde die schon zu Zeiten seines Vorgängers begonnene Grundentlastung beendet, die das Stift in eine finanzielle Krise stürzte. Außerdem übernahm das Stift 1863 das Obergymnasium in Brixen mit acht Klassen (seit den Jahren 1849 und 1850) allein und besetzte es mit Professoren aus den Reihen der Chorherren, wofür es einen Beitrag von 800 fl. vom Dominstitut Kassianeum und bis 1873 denselben Beitrag vom Fürstbischof erhielt. 
Propst Irschara starb an seinem 77. Geburtstag 1879.